# L'incubo di Joanna Mills
L'incubo di Joanna Mills (The Return) è un film del 2006 diretto da Asif Kapadia, con Sarah Michelle Gellar, Kate Beahan, Peter O'Brien e Sam Shepard.

## Trama
Joanna Mills è una ragazza della provincia americana determinata a scoprire la verità che si cela dietro le visioni sovrannaturali e terrificanti che la terrorizzano. Joanna ha un buon lavoro, è rappresentante alle vendite di una società di trasporti. La sua vita privata invece è in difficoltà: ha litigato con suo padre, è ossessionata e minacciata dal suo ex fidanzato, ha pochi amici e crede che tutta la sua vita le stia sfuggendo di mano. La ragazza vede in visione il brutale assassinio di una giovane donna che non ha mai incontrato, per mano di un killer spietato, un uomo che sembra voler fare di Joanna il suo prossimo bersaglio. Determinata a combattere, Joanna viene guidata dai suoi incubi sin nella città natale della donna assassinata, La Salle, in Texas. Una volta lì, si accompagna ad un personaggio particolare, Terry, che sembrerebbe legato alla donna delle visioni. Respinta da Terry, Joanna scoprirà l'identità dell'assassino poco prima di lasciare la cittadina.

## Distribuzione
- Uscita negli USA: 10 novembre 2006
- Uscita nelle Filippine: 26 novembre 2006
- Uscita in Russia: 7 dicembre 2006
- Uscita in Turchia: 22 dicembre 2006
- Uscita in Spagna: 29 dicembre 2006
- Uscita in Thailandia: 4 gennaio 2007
- Uscita in Armenia: 11 gennaio 2007
- Uscita in Grecia: 11 gennaio 2007
- Uscita in Germania: 18 gennaio 2007
- Uscita in Hong Kong: 18 gennaio 2007
- Uscita nel Regno Unito: 19 gennaio 2007
- Uscita a Taiwan: 2 febbraio 2007
- Uscita in Kuwait: 7 marzo 2007
- Uscita in Egitto: 21 marzo 2007
- Uscita in Islanda: 13 giugno 2007
- Uscita in Francia: 26 dicembre 2007
- Uscita in Italia: 18 gennaio 2008/2 luglio 2008-uscita dvd

## Accoglienza

### Critica
Generalmente il film ha ottenuto critiche abbastanza negative, con una percentuale del solo 15% di giudizi positivi su Rotten Tomatoes
A eccezione di alcuni spot televisivi, il film non è stato grandemente pubblicizzato, né si è tenuta alcuna première; la stessa Sarah Michelle Gellar, dopo la fine delle riprese, è stata subito occupata su un altro set con le riprese del film Possession.